# Svarttjärnen (Sävars socken, Västerbotten, 709538-173090)
Svarttjärnen är en sjö i Umeå kommun i Västerbotten och ingår i Sävaråns huvudavrinningsområde. Sjön har en area på 0,0676 kvadratkilometer och ligger 33 meter över havet.

## Delavrinningsområde
Svarttjärnen ingår i det delavrinningsområde (709369-173142) som SMHI kallar för Mynnar i Sävarån. Medelhöjden är 25 meter över havet och ytan är 6,08 kvadratkilometer. Det finns inga avrinningsområden uppströms utan avrinningsområdet är högsta punkten. Vattendraget som avvattnar avrinningsområdet har biflödesordning 2, vilket innebär att vattnet flödar genom totalt 2 vattendrag innan det når havet efter 7,2 kilometer. Avrinningsområdet består mestadels av skog (70 procent) och sankmarker (17 procent). Avrinningsområdet har 0,12 kvadratkilometer vattenytor vilket ger det en sjöprocent på 1,9 procent.